# Dotto arterioso di Botallo
Il dotto di Botallo è un condotto arterioso che durante la vita fetale e nelle prime ore dopo la nascita garantisce un flusso di sangue tra arco dell'aorta e arteria polmonare, connessa quest'ultima a livello della sua biforcazione o di uno dei suoi due rami o più raramente entrambi. Prende nome da Leonardo Botallo.

## Descrizione
Il cuore fetale si differenzia strutturalmente dal cuore postnatale per la presenza di un'ampia comunicazione interatriale e per il dotto arterioso di Botallo.
La comunicazione tra gli atri è assicurata dalla presenza nella parete interatriale del forame ovale, e permette al sangue proveniente dalla vena cava inferiore ricco di ossigeno di portarsi direttamente nell'atrio sinistro e poi dal ventricolo sinistro eludendo la circolazione polmonare.
Una seconda deviazione, il dotto di Botallo, permette la comunicazione tra il tronco polmonare e l'aorta discendente.
Il flusso ematico che lo attraversa è generalmente di tipo destra-sinistra in virtù delle più alte resistenze polmonari prima del primo vagito, flusso inverso si riscontra in alcune anomalie congenite di cuore.
Alla nascita i polmoni si espandono e le resistenze crollano; aumentano le resistenze sistemiche e il flusso si inverte diventando sinistra-destra.
Il condotto è mantenuto pervio da elevati livelli di prostaglandine che sono prodotte principalmente dalla placenta: alla nascita quindi il loro livello è bruscamente ridotto, inoltre l'entrata in funzione del polmone quale organo che le metabolizza ne riduce ulteriormente il valore. Nel nato prematuro questo secondo meccanismo viene meno per l'immaturità del parenchima, inoltre le cellule del dotto sono ancora molto sensibili alle prostaglandine e il dotto rimane pervio.
L'infusione di indometacina nei nati prematuri rimedia al difetto. In vita adulta la correzione è chirurgica tramite legatura o, più spesso, obliterazione endovascolare, ma in caso di endocardite recente è necessario attendere alcuni mesi per la presentazione fragile ed edematosa del condotto.
Clinicamente la presenza di questa anomalia è silente e si manifesta solo un caratteristico soffio continuo a locomotiva percepibile al margine sternale sinistro superiore.
La persistenza del dotto comporta un aumento del flusso polmonare che a lungo andare porta ad aumento delle resistenze del piccolo circolo; le pressioni si pareggiano e infine il flusso si inverte provocando passaggio di sangue poco ossigenato all'arco dell'aorta e conseguente cianosi dei soli arti inferiori (cianosi differenziale).
La chiusura spontanea del dotto può associarsi a coartazione dell'aorta (in caso di flusso fetale destro sinistro) o più raramente dell'arteria polmonare (in caso di flusso inverso).
La riapertura del dotto arterioso di Botallo è usata come terapia chirurgica in risposta all'atresia della tricuspide (associata ad ipotrofia del ventricolo sinistro, stenosi polmonare e difetto interventricolare). In questo caso l'atrio destro pompa sangue nel ventricolo sinistro e quindi in aorta invece che nel ventricolo destro. In tal modo parte del sangue torna in arteria polmonare anche se in aorta si avrà una commistione di sangue arterioso e venoso.